# حفيظ (جزيرة خرافية)
حْفَيْظ (بالإنجليزية Hufaidh): هي جزيرة خرافية تتداول أخبارها بين سكان أهوار جنوب العراق، ويعتقد أنها موجودة في مناطق المعدان أو عرب الأهوار.
جايز    شونكم  أكّد سكان الأهوار للرحّالة الإنجليزي ويلفريد ثيسيجر أنه: «يوجد فيها أماكن وأشجار نخيل وحدائق الرمان وجواميس يفوق حجمها حجم جواميسنا، لكن لا أحد يعلم بالضبط أين تقع... إن أي شخص يرى جزيرة حْفَيْظ سيكون ممسوساً وفيما بعد لا يمكن لأحد أن يعي كلماته... يقولون إن الجنَّ تستطيع إخفاء الجزيرة عن نواظر أي شخص يأتي بقربها»
شارك آر. أس. أم. ستيرجز (ضابط سياسي في القرنة في عام 1920) ثيسيجر بوجود علاقة محتملة بين جزيرة حفيظ وجنة عدن المذكورة في النصوص المقدسة، فقد كتب ستيرجز عن الأسطورة المحلية قائلاً إنها:«جزيرة مفقودة محروسة في الأهوار تحمل ثمارًا لذيذةً. . . كانت الجزيرة في ليالٍ معينة تشع بالوهج البادي للعيان من على بعد أميال عديدة، وقد بدت أنها تتحرك كخيوط دخان كبيرة الحجم يستعصي على أحد أن يتعقبها رغم كل المحاولات. . . لقد رأيتها بأم عيني ذات مرة - يشع منها وهج ساطع منتشر حينما سقط ضياء البدر بمحاذاة الأفق مباشرة».
قال مُضَيِّف ثيسيجر، صدّام، في وقت سابق إن «أحد أفراد عشيرة آل فرطوس قد رآها منذ سنوات، عندما كنت طفلاً. إنه كان يبحث عن جاموس له وعندما طفق راجعاً كان كلامه مشوشًا، وكنا نعلم أنه قد رأى حْفَيْظ».
وأردف بالقول: "إن صيهود، وهو الشيخ الكبير لعشيرة آل بو محمد، كان قد بحث عن جزيرة حْفَيْظ بأسطول من المشاحيف في عهد العثمانيين، لكنه لم يجد شيئًا.
عندما أدلى ثيسيجر ببعض التعليقات المتشككة نفى صدّام بشكل قاطع: «لا، صاحب، حْفيظ موجودة هناك حقاً. سَلْ أي شخص، سواء أكان من الشيوخ أو الحكومة، فالكل يعلم بأمر حْفيظ».
هذه الجزيرة ربما تشبه قصتها قصة جزيرة البرازيل الأسطورية.

## الروابط الخارجية
- سيرة ويلفريد ثيسيجر، بما في ذلك اقتباسات من عرب الأهوار